# Diane Farr
Diane Farr (New York, 7 september 1969) is een Amerikaans actrice. Ze is bekend door haar rol als FBI-agent Megan Reeves in de CBS-televisieserie Numb3rs.
Diane Farr studeerde toneel aan New Yorks Stony Brook University en Loughborough University in Engeland en studeerde af met een gezamenlijke BA van deze twee universiteiten. Voor haar carrière aanbrak, woonde ze in New York en was serveerster in verschillende restaurants, waaronder Manhattan Mumbles en Brother Jimmy's BBQ.
Ze heeft ook een boek geschreven, The Girl code, hetgeen werd uitgebracht in 2001 op Valentijnsdag. Ze heeft ook geschreven voor een aantal tijdschriften.
Op 26 juni 2006 trouwde ze met 36-jarige Seung Yong Chung. Hun eerste kind, Beckett Mancuso Chung, werd geboren in 2007, en daarna kwamen nog twee meisjes, Sawyer Lucia Chung en Coco Trinity Chung in 2008.
Farr heeft een broer, Billy, die acteur en regisseur is in Los Angeles, Californië.

## Filmografie
- WildLike (post-production)- als Jane (2013)
- Almost Broadway (completed)- als Rachel (2013)
- The Secret Life of the American Teenager (TV series)- als Willadean (5 episodes, 2012-2013)
- Private Practice (TV series) - als Miranda (3 episodes,2012-2013)
- About Cherry - als Jillian (2012)
- The Mentalist (TV series)- als Amy Barron (1 episode,2012)
- CSI: Miami (TV series)- als Marilyn Milner (1 Episode, 2011)
- Collision Earth (2011) Sci-fi, Thriller - als Victoria
- Life UneXpected (2010) TV series – als Cate Campbell (nog te produceren)
- Californication - als Jill Robinson (8 episodes, 2009)
- Numb3rs- als Megan Reeves (63 episodes, 2005-2008))
- The Third Nail (2008) (uncredited) ... Hannah
- Rescue Me - als Laura Miles (19 episodes, 2004-2005)
- Like Family - als Maddie Hudson (23 episodes, 2003-2004)
- The Ripples (2003) (TV)
- Harry's Girl (2003) (TV)
- Bram and Alice – als Tovah (1 episode, 2002)
- Arli$$" - als Erica Lansing (2 episodes, 1998-2002)
- CSI: Crime Scene Investigation - als Marcie Tobin (1 episode, 2002)
- The Job - als Jan Fendrich (19 episodes, 2001-2002)
- Superfire (2002) (TV) – als Sammy Kerns
- Hourly Rates (2002) – als Shania
- Roswell - als Amy DeLuca (11 episodes, 1999-2001)
- Secret Agent Man - als Trish Fjord (1 episode, 2000)
- Sacrifice (2000) (TV) - als Karen Yeager
- Flooding (2000)
- The David Cassidy Story (2000) (TV) - als Lisa Erickson
- It's Like, You Know... - als Cindy (1 episode, 1999)
- Little Indiscretions (1999) - als C.J.
- The Drew Carey Show - als Tracy (3 episodes, 1999)
- Bingo (1999) - als Miranda
- V.I.P. (1 episode, 1998)
- Divorced White Male (1998) - als Lisa
- In the House - als Dr. Young (1 episode, 1997)
- Silk Stalkings - als Production Assistant (1 episode, 1992)